# Widaehan i-yagi
Widaehan i-yagi (위대한 이야기?, lett. "La grande storia"; titolo internazionale Great Story) è un drama coreano trasmesso su TV Chosun e tvN dal 15 marzo al 10 maggio 2015, realizzato in occasione del settantesimo anniversario della liberazione della Corea.
È un atto unico in nove episodi, a metà tra fiction e documentario, che illustra alcuni eventi della storia coreana dagli anni Cinquanta agli anni Novanta.

## Personaggi
- Lee Nan-young, interpretata da So Yoo-jin (episodio 1)
- Kim Sook-ja, interpretata da Jung Da-eun e Lee Young-yoo (da bambina) (episodio 1)
- Kim Ae-ja, interpretata da Choi Bae-young (episodio 1)
- Kim Min-ja, interpretata da Heo Eun-jung (episodio 1)
- Sang-joon, interpretato da Kim Young-jae (episodio 1)
- Oh Young-ja, interpretata da Im Soo-hyang (episodi 2-3)
- Kyung-ah, interpretata da Im Se-mi (episodi 2-3)
- Kim Il, interpretato da Moon Won-joo (episodio 4)
- Antonio Inoki, interpretato da Ji Gun-woo (episodio 4)
- Rikidōzan, interpretato da Jo Kyung-hoon (episodio 4)
- Kang-ho, interpretato da Hong Kyung-in (episodio 5)
- Sang-joon, interpretato da Lee Yoo-joon (episodio 5)
- Park Sin-ja, interpretata da Kim Dan-bi (episodio 5)
- Lee Ju-il, interpretato da Park Young-soo (episodio 6)
- Presidente Choi, interpretato da Yoon Ki-won (episodio 6)
- Park Jung-hwan, interpretato da Baek Do-bin (episodio 6)
- Signora Park, interpretata da Jeon Mi-seon (episodio 7)
- Oh Chan-young, interpretato da Do Ji-han (episodio 7)
- Lee Yeon-ji, interpretata da Lee Hyang-sook (episodio 7)
- Oh Geun-jang, interpretato da Choi Il-hwa (episodio 7)
- Mi-young, interpretata da Kim Jung-youn (episodio 7)
- Bong-soon, interpretata da Im Seo-eon (episodio 8)
- Nam-sook, interpretata da Baek Soo-ryun (episodio 8)
- Soon-ok, interpretata da Park Soon-chun (episodio 8)
- Chang-man, interpretato da Lee Young-bum (episodio 8)
- Min-soo, interpretato da Seo Joon-young (episodio 8)
- Kang Sung-chul, interpretato da Son Byong-ho (episodio 9)
- Kang Ji-ho, interpretato da Kim Soo-ho (episodio 9)
- Moglie, interpretata da Seol Ji-yoon (episodio 9)

## Ascolti
| Episodio | Titolo                                | Data di trasmissione | Dati AGB (a livello nazionale) |
| -------- | ------------------------------------- | -------------------- | ------------------------------ |
| 1        | 김시스터즈?                           | 15 marzo 2015        | 0,923%                         |
| 2        | 영자의 전성시대?                      | 22 marzo 2015        | 0,674%                         |
| 3        | 영자의 전성시대?                      | 29 marzo 2015        | 1,111%                         |
| 4        | 원폭박치기 김일?                      | 5 aprile 2015        | 0,979%                         |
| 5        | 광장시장 사람들 / 여섯 번째 국가대표? | 12 aprile 2015       | 0,409%                         |
| 6        | 이주일의 못생겨서 죄송합니다?         | 19 aprile 2015       | 1,630%                         |
| 7        | 입시의 정석?                          | 26 aprile 2015       | 0,384%                         |
| 8        | 이산가족 이야기 / 놓지 말자 정신줄?   | 3 maggio 2015        | 0,689%                         |
| 9        | I.M.Father?                           | 10 maggio 2015       | 0,596%                         |
| Media    | Media                                 | Media                | 0,822%                         |